# Linden (Kaiserslautern)
Linden é um município da Alemanha localizado no distrito de Kaiserslautern, estado da Renânia-Palatinado.
Pertence ao Verbandsgemeinde de Kaiserslautern-Süd.